# Rotaugen-Buschkrokodil

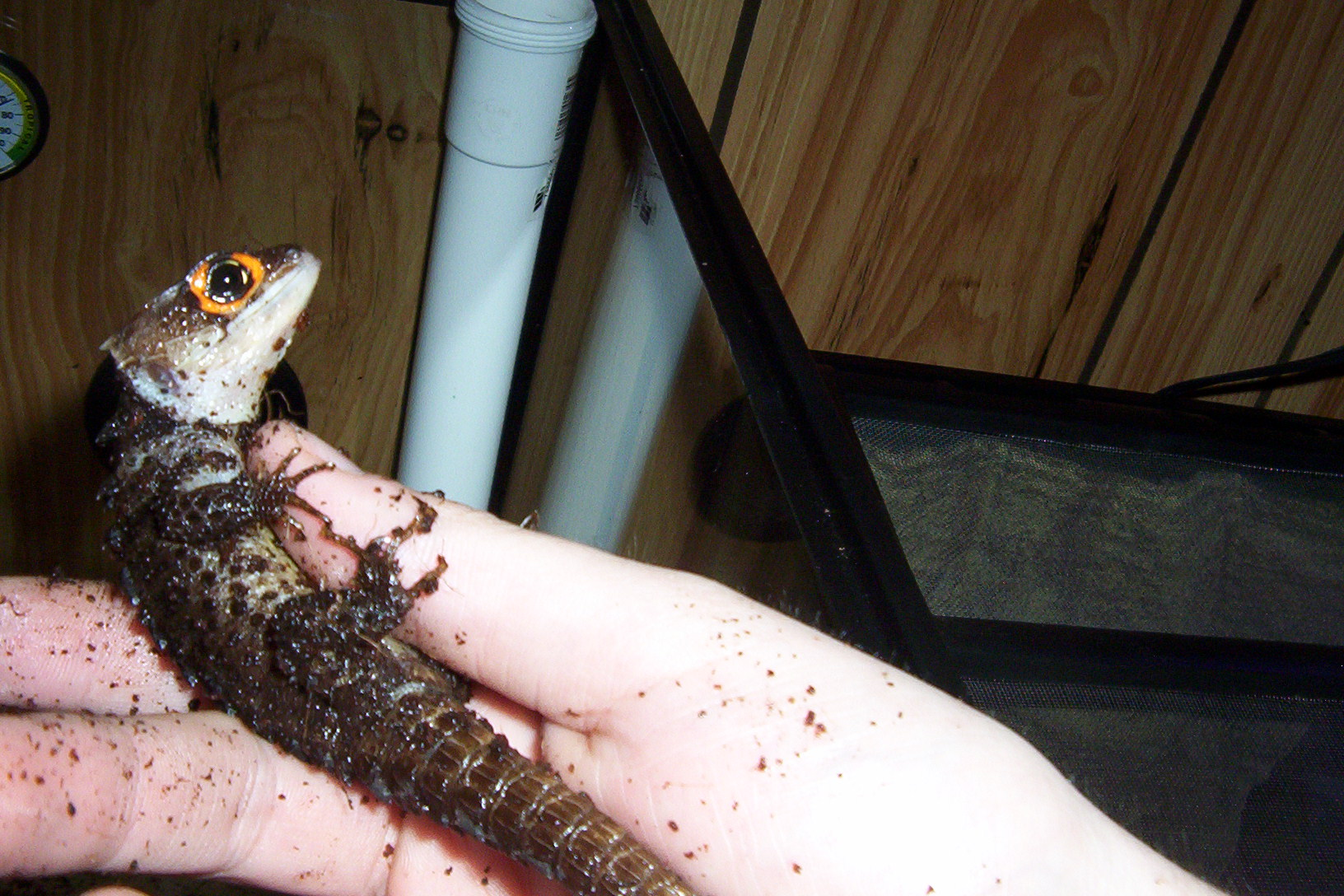

Das Rotaugen-Buschkrokodil (Tribolonotus gracilis) gehört nicht zu den Krokodilen, sondern zur Gattung der Helmskinke (Tribolonotus). Es wird daher auch Rotaugen-Helmskink oder Orangeaugen-Helmskink genannt.
Dieser Helmskink ist in Neuguinea beheimatet.

## Merkmale
Durch sein krokodilähnliches Aussehen erhielt das Rotaugen-Buschkrokodil im Deutschen und auch im Englischen (Crocodile Skink) seinen Namen. Es wird (im Terrarium beobachtet) bis ca. 10 Jahre alt und erreicht eine Größe von ca. 17–20 cm, Rumpflänge 9–11 cm. Tribolonotus gracilis unterscheidet sich von anderen Tribolonotus-Arten durch vier Reihen großer Schuppen auf dem Rücken, andere Arten haben nur ein bis zwei solcher Reihen. Vier dorsale Reihen gibt es außer bei Tribolonotus gracilis auch bei Tribolonotus novaeguineae, ebenfalls in Neuguinea beheimatet.
Die männlichen Skinke werden mit ca. drei Jahren geschlechtsreif. Bei den Männchen befinden sich fast weiße Poren zwischen der dritten und vierten Zehe der Hinterbeine. Die dunkle Schwanzfärbung auf der Bauchseite geht langsam in eine hellere Färbung über. Die weiblichen Skinke werden mit ca. vier bis fünf Jahren geschlechtsreif. Bei den Weibchen gibt es einen abrupten Farbwechsel auf der Bauchseite. Die Geschlechtsreife erkennt man, da die Tiere einen auffälligen gelb-orangen Fleck am Kinn bekommen.
Alle 9–10 Wochen legt das Weibchen ein Ei ab, bis zu zehn Eier im Jahr. Die Ablage von einzelnen Eiern ist ein Merkmal der Gattung Tribolonotus. Eine Art, Tribolonotus schmidti ist vivipar, es kommen aber auch bei dieser Art nur einzelne Junge zur Welt. Die linke Seite des Eierstocks und Eileiter der Weibchen sind verkümmert, ebenfalls eine Eigenheit der gesamten Gattung. Das Ei wiegt zwischen zwei und vier Gramm und ist 8–20 mm groß. Geschlüpfte Jungtiere sind etwa 4,0–7,5 cm groß und unterscheiden sich von den Elterntieren.

## Lebensweise
Der Skink ist von Natur aus sehr scheu, dämmerungs- und nachtaktiv, lebt an Bächen, Flussläufen oder Wasserfällen. Er ist ein ausgezeichneter Schwimmer, klettert aber auch auf Felsen und Äste.
Das Buschkrokodil ernährt sich von Insekten. Über die Ökologie im Freiland ist wenig bekannt.
Temperatur des Lebensraumes: tagsüber max. 25 °C, Sonnenplatz ca. 28 °C, nachts 20 °C
Schutzstatus: EG-Verordnung 318/2008 Anhang D.
Einige Herpetologen erkennen diese Art nicht an und führen diese als Synonym zu Tribolonotus novaeguineae.